# 巨洞冒險
《巨洞冒险》（中国大陆又译作、，台湾又译作）是威廉·克羅塞於1976年製作的文字冒險遊戲，遊戲最初的名稱叫《冒險遊戲》（英語：Adventure，又譯《冒險者》、《大冒險》）。《巨洞冒险》是最初的文字冒險遊戲，也是所有冒險遊戲的始祖。

## 開發
1972年，美國組合語言程式設計師威廉·克羅塞替美國國防部國防高等研究計劃署設計ARPANET（此軟體後來變成Internet）。他是最初的桌上角色扮演遊戲《龍與地下城》的愛好者。他也喜歡在業餘時間探勘洞穴，並利用妻子編寫的程序繪製洞穴地圖。1975年，他與妻子離婚。為了讓女兒開心並改善親子關係，於1976年、以PDP-10為遊戲平台製作了《冒險遊戲》。克羅塞以自己探尋洞穴的經驗製作此遊戲。遊戲的舞台是參考現實中的美國猛犸洞国家公园，並加入了《龍與地下城》的要素。克羅賽為了讓女兒以及非電腦使用族群能夠輕鬆玩遊戲。設定玩家使用自然语言輸入指令，而非標準化指令。他的孩子對此感到有趣，並喜愛這遊戲。遊戲的名稱後來改為《巨洞冒险》。
1976年，美國程序員唐納德·伍茲在史丹佛大學人工智能實驗室工作時，發現了《巨洞冒险》的原始代碼。他以電子郵件與威廉·克羅塞聯絡，並擴充了此遊戲。
威廉·克羅塞曾表示：「當時我們不知道這行有利可圖，只知道自己在改變世界。但重點不是錢，而是創新與革命。」並認為「當年遊戲界的熱情和同胞情誼已消失，現在是賺錢第一。」

## 玩法
由於當時電腦性能限制，此遊戲沒有圖像、音樂及音效，只有純粹的文字。有如閱讀小說，玩家須閱讀畫面出現的文章，並輸入關鍵字以進行遊戲。《巨洞冒险》的玩法類似《龍與地下城》，不過是由電腦擔任地下城主（即遊戲管理者）的角色。電腦會以文字敘述遊戲的背景、玩家遭遇的事件、敵人、物品之類事物。而玩家以英文輸入的關鍵字，會與電腦持續互動，並導致遊戲的進行。例如若玩家輸入「看」（look）的指令，電腦會敘述遊戲中玩家所在位置的背景。若輸入「拿取」（take），則可拿取物品。若輸入「往西走」（go west ），玩家就會在遊戲中的虛擬世界中往西方前進。遊戲背景為玩家一開始位於被森林包圍的紅磚建築旁，並進入一處神秘的洞穴探險，玩家會在途中與敵人進行戰鬥，並試圖取得隱藏的寶藏。

## 評價與影響
由於克羅塞是最初網際網路的設計者之一，《巨洞冒险》經此流傳到全球校園及國防部承包商的電腦裡。《巨洞冒险》的遊戲方式受到玩家喜愛並令其他電子遊戲製作者仿效，「冒險遊戲」從此成為電子遊戲的類型之一。
美國Infocom公司參考《巨洞冒险》的文字句型，開發了Z-machine（簡稱ZIL）這一MDL (程式語言)。{這剖析器能澄清玩家輸入指令並與玩家互動，使用這一程式語言的遊戲有《魔域》系列。:51~52、114
美國電子遊戲設計師羅伯塔·威廉斯喜歡玩《巨洞冒险》，她會在玩的時候、藉由電傳打字機將遊戲敘述的場景印出來。羅貝妲·威廉斯發現這種遊戲在當時很稀少，也對沒人想到替文字冒險遊戲加上畫面感到驚訝，並決定自己設計遊戲。1980年，她和丈夫肯·威廉斯開發了世上第一個圖像冒險遊戲《謎之屋》。並創立了雪乐山公司:51~52、134~135她認為《巨洞冒险》改變了她的一生，並認為自己虧欠威廉·克羅塞:51~52、134~135
1980年雅達利遊戲設計師華倫·羅賓列特開發的《魔幻歷險》是《巨洞冒险》的改良版，此遊戲有添加圖形，亦是世上第一個添加彩蛋的電子遊戲。:39

## 外部連結
- 《巨洞冒险》網頁 （页面存档备份，存于）
- Jerz, Dennis G. . Digital Humanities Quarterly. The Alliance of Digital Humanities Organizations. 2007  [2007-08-11]. （原始内容存档于2012-04-16）.
- 克羅塞最初的《巨洞冒险》源代碼 （页面存档备份，存于） (唐納德·伍茲以史丹佛大學的學生帳戶進行恢復)
- 克羅塞最初的《巨洞冒险》Windows版
- 《巨洞冒险》iPod版 （页面存档备份，存于）
- 《巨洞冒险》Mac OS X版 （页面存档备份，存于）
- 《巨洞冒险》DEC PDP/8 OS/8版 （页面存档备份，存于）
- Linux、Mac OS 與 Windows版本的《巨洞冒险》 （页面存档备份，存于）